# 正解するカド
『正解するカド』（せいかいするカド、Kado: The Right Answer）は、東映アニメーション制作による日本のテレビアニメ作品。2017年4月から6月まで放送された。前日譚となる第0話がAmazonプライム・ビデオにて独占配信された。
『正解するカド12.5話 KADO:Beyond Information』は、2018年5月1日と5月4日、Anifilm 2018 : International Festival of Animated Films(チェコ共和国）にてワールドプレミアとして上映された。その後、2018年5月22日から東映アニメーション公式YouTubeチャンネルで2週間無料公開された。テレビ版の総集編だが映画的に再構成されており終盤の展開が変更されている。この総集編はソフト化されていないが、2023年、VRChatで4月8日に前編、4月15日に後編に分けて上映された。

## 製作
東映アニメーションが手がけるオリジナルCGアニメーションプロジェクトとして2015年11月2日に第2四半期決算のプレゼンテーション資料で発表された。また、東映アニメーションとしては初めてTVシリーズでセル調のフルCGキャラクター表現に挑むプロジェクトでもある。各話の冒頭のナレーションは俳優の上川隆也が担当する。
「楽園追放 -Expelled from Paradise-」を手掛けたプロデューサーの野口光一は、本作ではセルルックの手法を使い、今敏監督の「妄想代理人」のように10年先に見ても面白い作品を目指したという。CGではキャラクターの服の表現が難しく、ヤハクィザシュニナのマントは当初現場から抵抗があった。
作中に登場する「カド」の表面は幾何学的な模様が常に動いているという設定のため、当初はHoudiniでマンデルバルブなどを計算し描写したが、負荷が高すぎ制作に支障をきたすため、外観はMayaに内蔵された3Dフラクタルのプリセットモデルをベースに制作し、アニメーションと内部空間の描写にゲームエンジンのUnityを使用することになった。
2017年度 映画テレビ技術協会 映像技術賞、VFX-JAPANアワード 2018 テレビ番組 アニメCG部門 優秀賞を受賞した。

## あらすじ
羽田空港の滑走路に突如として1辺が2キロメートルを超す謎の超巨大な正立方体が出現し、出現場所に居合わせた旅客機256便（ボーイング777型）が、乗員乗客もろとも立方体に飲み込まれた。政府が関係各省と連携を取り合い、この立方体「カド」の調査と飲み込まれた乗員乗客の救命に奔走する中、立方体上部にヤハクィザシュニナと名乗る存在と、偶然256便に乗り合わせていた凄腕の交渉官・真道 幸路朗が現れる。
「異方」から来たというザシュニナは、真道を交渉官として活動を開始し、電力を無限に取り出す「ワム」、睡眠を不要にする「サンサ」などを人類に提供し、日本のみならず世界に衝撃を与える。それにより日本は世界から危険視され、異方から与えられた力を国連に譲渡するよう、アメリカを始めとした大国から強い圧力をかけられる、そして、日本国代表として交渉する徭沙羅花はザシュニナを警戒し、真道に自分の考えを伝える。
さらにザシュニナは、重力制御、慣性制御、質量制御を行える「ナノミスハイン」を人類に与えようとする。それは空間と時間をも操作して、世界の再創造さえも可能になる神の力であった。やがてザシュニナの目的が、人類を異方に送ることであることが明らかになる。ザシュニナは真道を異方に誘うが、「異方存在の転生者」だった沙羅花に止められる。
真道と沙羅花は、ザシュニナの野望を阻止すべく策を練るが、真道はザシュニナとの戦いに敗れてしまう。しかし真道と沙羅花の娘であり、相対時間をずらし異空間で16歳まで花森瞬に育てられたユキカが、ザシュニナを倒す。ユキカはワム、サンサなどを無効化して、姿を消した。
世界は元に戻ったが、異方の存在を知るという結果を得た。

## 登場人物
声の表記は「日本語版 / 英語版」。

### 主要人物
真道 幸路朗（しんどう こうじろう）
声 - 三浦祥朗 / イアン・ミード・ムーア
本作の主人公。総務省 情報通信国際戦略局 交渉官（半年間出向）→外務省 総合外交政策局 国連政策課 首席事務官。30歳。外務省が誇る交渉の切り札、国内最高のネゴシエーター。国際会議へ海外出張するために乗った飛行機が立方体に飲み込まれる。ただの簡単な零細企業の土地買収事案を、自身の持つ経験とコネクションを活かして革新的なメッキ技術を生み出す功績へと大発展させた経歴を持つ。折り紙が趣味。自らの意思でカド側の代表交渉官として立つことになる。
ザシュニナの野望を知ってからは、徭と共に彼を止めるべく奔走する。
真道（複製体）
ヤハクィザシュニナが作り出したコピー。真道がカドに入る数十分前作られた複製体であるが、ザシュニナの行動に疑いを持たずナノミスハインの提供を奨めていた。

ヤハクィザシュニナ
声 - 寺島拓篤 / ジェイソン・リープレヒト
本作のもう１人の主人公。カドから出現した謎の存在。真道と最初にコンタクトを取り、日本政府との対話を要求。無限に電力を供給できるワムやサンサ、ナノミスハインを譲渡する。自分は宇宙の外から来たと言い、世間では「異方存在」と呼ばれている。当初は裸だったが、真道に服を着るよう勧められ、黒いタイツスーツに白いマントという姿になった。夜店に出かけたときは浴衣に狐の面を被せられている。読書が趣味で様々な本を読んでおり、真道からしおりをプレゼントされている。
真の目的は情報が不足する異方に人類を連れ出すことだったが、真道との交流で人間的な感情が芽生え始め、彼に対し特別な感情が芽生え始めた。ナノミスハインの件で意見が分かれてしまったがため、自分を拒絶する真道を削除し、真道の複製体を作りそれを傍に置こうという非情な考えに至ってしまった。その後、真道と真っ向からぶつかり彼を殺してしまった後、真道の娘＝幸花の登場には度肝を抜かれ、取り乱した状態で幸花に襲い掛かるが力及ばず敗北してしまう。
徭 沙羅花（つかい さらか）
声 - M・A・O / ミカエラ・クランツ
本作のヒロイン。外務省 国際交渉官。24歳。日本国代表として交渉役となる。真面目な性格で根は優しいが、ちょっと融通の利かないところがある。異方存在であるヤハクィザシュニナに人間の自然な営みを破壊されるのではと警戒している。異方側の真道に対しては、自分の実家に連れていくなどして、自身の考えを理解してもらおうとしている。独特なセンスの持ち主でプライベートでは栗の絵と「くり」と書かれたＴシャツを着ていた。
実は異方存在であるこの世界（繭）の管理者であり、覚醒する際に「操のようなもの」と言っていた右薬指に付けた指輪が弾け飛んだ。
花森 瞬（はなもり しゅん）
声 - 斉藤壮馬 / Kyle Igneczi
総務省 情報通信国際戦略局 国際機関係（半年間出向）→外務省 総合外交政策局 国連政策課 事務官。26歳。真道の部下。若さ故か気弱なところが目立つことがあるが、根は真面目で勤勉。真道と同じく立方体に飲み込まれた。日本国異方担当特使に任命され、埼玉県の狭山湖にカドが移転してからは『異方存在現宇宙滞在用仮設住宅一号棟』で徭と共に雑務をこなしている。
幸路朗と沙羅花の計画を知らされた後、幸花の育ての親になる。16年間共にいたため、最終話では42歳になっていた。

### 日本国政府
浅野 修平（あさの しゅうへい）
声 - 赤羽根健治 / Clay Wheeler
警察庁長官官房 国家公安委員会 会務官補佐官。30歳。真道とは大学の同期にして、親友。真道の乗った飛行機がカドに取り込まれてからは、彼を助けようと力を注いでいた。その後、彼の無事を確認したら対面時、お互い抱き合うという過激な行動をしている。
夏目 律（なつめ りつ）
声 - 伊藤静 / クリスティ・シムズ
内閣官房 国家安全保障局 情報班。30歳。浅野と同じく真道の大学の同期。仕事上一緒になる事はあるが、それとは別に特別な感情を抱いており、カドに真道の乗った飛行機が取り込まれた時、彼の安否を心配していた。その後、異方側の交渉官になり一緒にいる時間が少なくなり、ちょっと切ない思いをしていた。
漫画版では沙羅花に対し嫉妬するようなシーンもある。一方アニメ本編では真道は好きだが自分では手に負えないと評している。
犬束 構造（いぬづか こうぞう）
声 - 中博史 / マーク・ストッダード
内閣総理大臣。56歳。国連からの制裁決議が下る中、ワムの全世界への拡散を決断する。
国連のワムに対する考えに、核すらまともに扱えないばかりか夢のエネルギーを与えられても絶望的に後ろ向きな意見しか出せない国連に疑問を抱いている。
羽深 清鷹（うぶか きよたか）
声 - 斎藤志郎 / マイケル・ジョンソン
内閣官房長官。50歳。真道とも面識があり、内閣官房参与に推薦したいとまで言っている。
笹内 直己（ささうち なおみ）
声 - 菊池正美 / ソニー・ストレイト
外務審議官 政務担当 首席交渉官。61歳。
五十嵐 英治（いがらし えいじ）
声 - 村治学 / ジム・ホワイト
内閣府事務次官。刑部鍍金の用地買収を真道に依頼する。刑部とは旧知であり、余生の足しにと思っていた。

### 日本学術会議
品輪 彼方（しなわ かなた）
声 - 釘宮理恵 / タビサ・レイ
御船の助手で理論物理学者。26歳。科学者として立方体の解明の指揮を取る。確かな知識と解析能力を持つ一方、幼児向けのお絵かきボードを常に小脇に抱えており、幼く節操のない言動が目立つ。ワムを解き明かしその製法を全世界に向け発信した。またサンサを得たのち、フレゴニクスに干渉する可能性も閃いている。最終話では、ボードに「ちょっといってきます」と書き残して姿を消し、異方に旅立ったことが示唆されている。
御船 哲人（みふね てつと）
声 - 後藤哲夫 / ケニー・グリーン
日本学術会議会員 物理学者。統合科学研究所所属。ノーベル賞受賞。66歳。助手の品輪を総理官邸にカドの解明の担当として入れた人物。

### マスコミ
言野 匠（ごんの たくみ）
声 - 桐本拓哉 / Christopher Bevins
NNK報道部 ディレクター。35歳。
第2話では、ヘリで羽田空港に現れたカドの全体を報道。その後は、カド絡みの報道に全力を尽くし、世界の情勢がどうなっていくのか楽しみにしている。
アダムにヘッドハンティングされ、SETTENのプレスとなり、カドの中でザシュニナと真道の2人の取材に成功。そしてそこでサンサと呼ばれるワムに続く第2の恩恵を目にし、全世界に発信することを後押しする。
最終話では、自分達の報道姿勢を「良いか悪いかではない、放送すべきものは事実だ」と切って捨て、カドの暴走をヘリコプターで撮影した。
歌丸（うたまる）
声 - 阪口大助
NNK報道部。ビデオエンジニア兼照明。33歳。慎重派。言野を慕って共にSETTENに移籍する。
画美（えみ）
声 - 菅沼久義
NNK報道部 カメラマン兼ドライバー。28歳。言野を慕って共にSETTENに移籍する。楽天家。
深水 ソフィー（ふかみず そふぃー）
声 - 甲斐田裕子 / ドーン・M・ベネット
NNKニュースキャスター。32歳。

### 自衛官
阿方 篤彦（あがた あつひこ）
声 - 小山剛志 / Chris Wehkamp
陸上自衛隊自衛官 二等陸曹。31歳。10式戦車に搭乗。カドの現地対策にも当たっている。
大石 哲男（おおいし てつお）
声 - 半田裕典
陸上自衛隊自衛官 三等陸曹。28歳。

### 旅客機乗員
飛高 幸雄（ひだか ゆきお）
声 - 星野充昭 / ジェフ・ジョンソン
日本エアライン（NAL）256便 機長。カドに取り込まれてからは、乗客の安全を守るため、乗務員を指揮する。状況の把握をするために、真道に協力を頼む。
篠原 秀彦（しのはら ひでひこ）
声 - 利根健太朗 / カイル・フィリップス
日本エアライン 256便 副操縦士。
由利 縞子（ゆり しまこ）
声 - 白石涼子
日本エアライン 256便 チーフパーサー。

### SETTEN
アダム・ワード
声 - 堀川仁 / ジョン・バーグマイアー
SETTEN CEO。言野達をヘッドハンティングするため、日本にやってきた。そして、言野にヤハクィザシュニナの取材を依頼、全世界に向けサンサの発信に協力する。
ビショップ
声 - 園部啓一
SETTENの重役の一人。

### 常任理事国 国連大使
アメリカ大使
声 - 魚建
日本に与えられたワムをすべて国連の管理物として扱うと決断を出すが、品輪博士のワム製造方法を公開されたことで面食ってしまう。
ロシア大使
声 - 青山穣
アメリカ大使と同じようにワムは国連管理が妥当と考えているが、品輪博士のワム製造方法を公開により、日本から提出される196対のワムの接収などもうなんの意味もないと激怒。
中国大使
声 - 伊丸岡篤
アメリカやロシアと同じく、ワムを国連管理することに賛成していたが、品輪博士のワム製造方法を公開でこれは日本の暴走と発言。世界秩序が崩壊すると考えている。

### 刑部鍍金
刑部 一徳（おさかべ）
声 - 龍田直樹
相模原市にある刑部鍍金 社長。かつては政府と協力しあって新技術の開発をしていたが、今は時代に置いて行かれた自分の会社の用地買収を迫られる。自分もそろそろ潮時なのかなと考えていたが、真道の発案と助言により、新しい鍍金加工＝スーパーメタルの製造に成功し、工場稼業を再開。
野村 三彦（のむら みつひこ）
声 - 村田太志
刑部鍍金 従業員。真道の発案、新しい鍍金加工技術に挑戦を社長に進言。新しい鍍金加工＝スーパーメタルの完成までいろいろと苦労していた。

### その他の人物
真道 美晴（しんどう みはる）
声 - 上村典子
真道の母親。調布商店街で小料理屋を経営している。
徭 仁平（つかい にへい）
声 - 沢木郁也
沙羅花の父親。飾り金具を作る彫金師。
徭 悟（つかい さとる）
声 - 前野智昭
沙羅花の兄。父親同様、彫金師。
沙羅花の母
声 - 久川綾
沙羅花の母親。
ト / ワ / ノ / サ / キ / ワ'
異方存在。地球の生命を見守るために降り立っている。
真道 幸花（しんどう ゆきか）
声 - 芹澤優
真道幸路朗と徭沙羅花の娘。相対時間をずらし特定の空間で16歳まで花森瞬に育てられた。人類と異方存在の特異点であり、ザシュニナよりも高次元の存在。ザシュニナとカドが消滅したあと異方の力を世界から消し姿を消した。
『KADO:Beyond Information』には登場していないが、その存在についてはシーンによっては（沙羅花の部屋などから）名残が見られる。

## 用語
カド
異方からの第1の力。羽田空港に出現した四方2キロメートルに及ぶ正六面体の境界体。その表面は徹甲弾さえ通さない。品輪はカドの境界を「フレゴニクス」と名付けている。境界体であると同時に異方とこの宇宙を繋ぐ変換機構でもある。カドに取り込まれた乗客乗員251名を開放後、狭山湖に移転する。
異方（いほう）
ヤハクィザシュニナが来た、この宇宙の外の存在。異方の言葉では「ノヴォ」と呼ぶ。真道は判りやすい解釈として「高次元世界」と答えるが適切な表現ではない。
この世界（3次元）より37乗倍の処理速度と37乗倍の広がりを持つ。その膨大な処理能力であらゆることを一瞬で処理できるがゆえに、常に情報不足に苛まれている。そのため、無数の「情報の繭」を創造し高密度の繭の中でたった1つの黄金の糸ともいえる特異点「人類」を作り出した。
ユノクル
地球上で適切な表現が存在しないが、共感や共有に近い表現。
ワム
異方からの第2の力。電力を無限に取り出す球体状の装置。2つで対になっている。形状が重要であり作成できる者は限られているものの紙のような簡単な材料で作り出すことができる。
サンサ
異方からの第3の力。睡眠を不要にする装置。人類に異方を認識させる形状、（映像による間接的も含め）一目見るだけで異方を覗き、異方の感覚を得ることができる。多数次元の個体存在を感覚し、1人が眠り1人が起き続ける、つまり自分自身をワークシェアリングし全く睡眠をとらなくすることができる。ワムと違い、現在の人類が持つ科学力では模倣は不可能に近く、異方にも短時間での量産は難しいとされる。
ナノミスハイン
異方からの第4の力。異方存在の腕ともいえる、重力制御、慣性制御、質量制御等の異方の制御を人類が行うことができる補助器具。宇宙内部から操作を行うことで、宇宙の設定に手を加えることができる。物体を手を触れずに移動したり、時間を制御することさえできる。ワムやサンサと異なり1度でも直接触れる必要がある。
隔絶体（かくぜつたい）
小星型十二面体の異方存在を閉じ込める檻。
アンタゴニクス
フレゴニクスを破るために開発された人造フレゴニクス。フレゴニクスと触れ合うことで互いに打ち消し合う。
SETTEN（セッテン）
売上高3兆円、時価総額100兆円のネットサービス企業。主なサービスは検索エンジンと動画共有サービス。報道機関並に自社の報道ヘリや人工衛星を持っており、サンサを全世界に向け発信した。
補足用語
- 国際連合憲章第7章
- スピノーダル分解

時系列
- 2017年6月12日-7月18日 真道、刑部鍍金と用地買収交渉
- 2017年7月25日 10:00 羽田空港にカド出現
- 2017年7月26日 21:00 日本政府代表との初の対話
- 2017年7月29日 12:00 乗客の解放開始
- 2017年7月31日 18:00 内閣総理大臣の緊急会見、ワム製造法公開
- 2017年8月8日 カド移転計画公表
- 2017年8月21日 真道、実家に帰省
- 2017年8月25日 最後の乗客解放
- 2017年8月26日 6:00-18:00 カド移転

## スタッフ
- 原作・アニメーション制作 - 東映アニメーション
- 総監督 - 村田和也
- シリーズディレクター - 渡辺正樹
- シリーズ構成・脚本 - 野﨑まど
- キャラクター原案 - 有坂あこ
- キャラクターデザイン・総作画監督 - 真庭秀明
- メカ作画監督 - 丸尾一
- CGディレクター - カトウヤスヒロ
- リードキャラクターモデラー - 岩本千尋
- リードアニメーター - 安田祐也、牧野快
- 美術監督 - 佐藤豪志
- 美術設定 - 田村正平
- 色彩設計 - 岩沢れい子
- グラフィックデザイン -  鈴木夏希
- 撮影監督 - 石塚恵子
- 編集 - 福光伸一
- 音響監督 - 長崎行男
- 音響効果 - 今野康之
- 音楽 - 岩代太郎
- プロデューサー - 野口光一
- アニメーションプロデューサー - 小倉裕太
- 製作 - 東映アニメーション、木下グループ、東映

## 主題歌
サウンドプロデュースは、UQIYO-A Movement。
オープニングテーマ「旅詩」
作詞 - 六ツ見純代 / 作曲 - 岩代太郎 / 歌 - 徭沙羅花 starring M・A・O
第0話はオフボーカル。
エンディングテーマ「永遠のこたえ」（第1話 - 第9話、第11話）
作詞 - 空谷泉身 / 作曲 - 岩代太郎 / 歌 - HARUCA

## 各話リスト
| 話数 | サブタイトル            | 絵コンテ                        | 演出                                    | 作画監督           |
| --- | ----------------------- | ------------------------------- | --------------------------------------- | ------------------ |
| 第0話 | ニノヴォ                | 原田征爾                        | 原田征爾                                | 湯本雅子           |
| 前日譚。 |                         |                                 |                                         |                    |
| 第1話 | ヤハクィザシュニナ      | 渡辺正樹                        | 渡辺正樹                                | 真庭秀明           |
| 2017年7月25日、真道幸路朗と花森瞬は国際会議出席のため羽田空港から旅客機に搭乗する。しかし離陸直前、上空に巨大な立方体があらわれ、旅客機は消息を絶つ。物理学者の品輪彼方は残された映像から乗客は生きている可能性があると推測。対策本部は立方体に様々な方法で接触・破壊を試みるが、全く効果がなく完全に隔絶されている状態だった。品輪はこれに「フレゴニクス」と仮名をつける。乗客の一刻も早い救助のため、ついに自衛隊の戦車による徹甲弾が撃ち込まれるがこれも押し返されてしまう。その時、立方体の上部が変化し内部から階段が出現、そこから真道と青年の姿をした謎の存在が出てきた。その存在はヤハクィザシュニナと名乗る。 |                         |                                 |                                         |                    |
| 第2話 | ノヴォ                  | 渡辺正樹                        | りょーちも                              | 真庭秀明           |
| 真道は、立方体の名が「カド」でヤハクィザシュニナの所有物であること、彼が日本政府との直接交信を3時間後に求めていること、旅客機の乗客は全員無事であると伝え、カドの中に消える。日本政府は「カド対策本部」を設置、交渉官に徭沙羅花が指名される。28時間前、旅客機の外に出た真道は、神秘的な光景を目の当たりにし、周囲の奇妙な物体の中から出てきたヤハクィザシュニナから協力を求められる。真道は乗客を外に出すよう交渉するが、ザシュニナは29日かかると答え、乗客には食料を供給する。ザシュニナは真道や機長たちに、境界体カドとそれらの源流「ノヴォ」について語る。約束の時間、徭たちの前に、カドの側面からザシュニナと真道があらわれる。ザシュニナは人類に自分が敵か味方かを判断する思考を続けることが世界における唯一の正解と語る。 |                         |                                 |                                         |                    |
| 第3話 | ワム                    | 齋藤昭裕                        | 齋藤昭裕                                | 真庭秀明           |
| 徭の前に降り立った真道はザシュニナが公開の場での会談を望んでいると伝える。滑走路上に会談のテーブルが設置され、多くの報道陣が見守る中、7月26日午後9時、政府代表団とザシュニナ、真道の会談が始まる。ザシュニナは意思の齟齬があることを気にしながら、自分が宇宙の外から来た存在であること、異方「ノヴォ」境界体「カド」について説明。目的を「世界を推進するため」と答え、異方から電力を無限に取り出す「ワム」を大量に出現させて、「どうか正解されたい」と迫る。 |                         |                                 |                                         |                    |
| 第4話 | ロトワ                  | 上村泰                          | 田辺泰裕                                | 真庭秀明           |
| 会談から3日後の29日正午、2人の乗客が解放される。真道は政府から「日本国異方担当特使」に任命されるが、その任は花森に譲り異方側の交渉官となる意思を伝える。真道は首相官邸の対策協議会に出席。国連安保理はワムの一国の独占は世界の社会経済バランスを壊しかねないとして、全て国連管理下に置くことを要求していた。真道と徭はワムの分析をしている統合科学研究所で御船哲人から説明を受ける。カドに戻った真道は、ザシュニナに国連の方針を伝えるが、人類にワムを与えたいザシュニナは日本政府への更なる協力を求める。安保理では日本に対して全てのワムの提出と従わない場合の制裁決議が採択されるが、真道はザシュニナが方策を持っていると政府に伝える。ザシュニナは協力者に品輪を指名する。 |                         |                                 |                                         |                    |
| 第5話 | ナノカ                  | りょーちも                      | りょーちも                              | 澤良輔、真庭秀明   |
| 防衛省技術研究本部内の電波暗室に連れてこられた品輪は、真道とヤハクィザシュニナから大量のワムを渡され、さっそく分析を始める。ザシュニナに付き添う徭は、ワムのせいで争いがおきている、人類にもたらされるべきでなかったとザシュニナをなじる。ザシュニナは首相官邸で犬束構造総理と非公式会談を行う。犬束は人類全体の幸福のためワムを受け取る覚悟を述べると、ザシュニナは方策を提示すると答える。犬束は全世界公開の緊急記者会見を開き、真道、品輪と登壇する。犬束は日本国内にあるワムを全て国連に提出することを発表。続いて真道と品輪がワムの研究結果を発表。品輪は球状の折り紙からワムを作ってみせる。 |                         |                                 |                                         |                    |
| 第6話 | テトロク                | 三宅和男                        | 齋藤昭裕                                | 真庭秀明           |
| ワムの作り方が公開されたが、品輪と真道以外再現できる者はほとんどなく、大きな混乱は起きなかった。乗客の解放が進む中、カドの移転が検討される。ザシュニナは狭山湖まで、転がし移動させることを希望。真道は周囲への接触面を減らす方法を提案。徭の勧めで真道は休暇を取り、母親の美晴に会いに行く。8月25日夜、最後の乗客花森が解放。翌朝26日午前6時からカドの移動がはじまる。カドは頂点で立ち上がり、辺だけを地面に接触させながらゆっくり転がり、夕方狭山湖に到着。その夜、ザシュニナは真道が最近寝ていないことを指摘、もう眠らなくてすむと告げる。 |                         |                                 |                                         |                    |
| 第6.5話 | エクワリ                | -                               | -                                       | -                  |
| 総集編。 |                         |                                 |                                         |                    |
| 第7話 | サンサ                  | 田辺泰裕                        | 田辺泰裕                                | 岡本達明、湯本雅子 |
| SETTENのCEOアダム・ワードは言野たちをヘッドハンティングし、ヤハクィザシュニナの取材を依頼する。言野、歌丸、画美はカドにヘリコプターで近づき、取材したいと呼びかけ、中に入ることに成功。3人はザシュニナから「サンサ」を見せられ、異方の感覚を体験する。ザシュニナはサンサの拡散のためメディアの力を借りたいと、言野たちに協力を求める。真道はザシュニナにしおりを贈る。カドから出たザシュニナは遠くから聞こえる祭囃子に興味を示し、真道たちと夜店に繰り出す。徭は真道を呼び出しザシュニナを異方に返したいと打ち明ける。 |                         |                                 |                                         |                    |
| 第8話 | タルネル                | ヤマサキオサム                  | 渡辺正樹                                | 真庭秀明           |
| 言野たちから連絡を受けたアダムは社内の反対を押し切り、自社の衛星でサンサの全世界同時配信を決める。徭は真道を1日貸してほしいと願い出て許可される。徭は真道に、実家の彫金を見せ、水族館に行き、人間の感覚や自然の進化を賛美。夜の水上バスで人類と世界の尊厳を異方から守りたいと語る。カドのそばに設置されたSETTENの仮設スタジオで、午後8時から生配信が始まる。番組には言野とヤハクィザシュニナが登場、画面に警告メッセージを表示の上、サンサが公開される。放送後、変革の先に迷いを感じた真道は、酒を持ってザシュニナと話し合いに行き、徭は喜ぶ。 |                         |                                 |                                         |                    |
| 第9話 | ナノミスハイン          | 齋藤昭裕、田辺泰裕              | 齋藤昭裕                                | 真庭秀明           |
| 真道と酒を酌み交わしたザシュニナは人類に第4の贈り物「ナノミスハイン」を見せる。サンサを見た品輪は御船博士とカドに近づき、フレゴニクスに干渉する計算をはじめる。ザシュニナは真道に、異方は広大で常に情報不足に苛まれていること、そのため無数の情報の繭を作り、そこから生まれた究極の糸が人類だと語る。ザシュニナは真道を異方へ誘うが、真道の態度を見てまだ早かったと判断、真道の複製を出し、目の前の真道を殺そうとする。それを制止したのは「異方存在の徭沙羅花」だった。 |                         |                                 |                                         |                    |
| 第10話 | トワノサキワ'           | 原田征爾                        | 田辺泰裕                                | 湯本雅子           |
| はるか昔、宇宙の創造、繭の成長を見守っていた異方存在たち。そのうちの一人が繭に生じた特異点に魅かれ地球に入る。彼女は転生を繰り返し、24年前、「徭沙羅花」として誕生した。ザシュニナの目的は人類を異方に連れ出すことだった。沙羅花はザシュニナに攻撃され、それをかばった真道は重傷を負う。沙羅花は自分の隔絶空間に移動、真道を蘇生させ、地球と人類への思いを語る。真道の複製と外に出たザシュニナは、さっそくナノミスハインを関係者に紹介するが、ふと寂し気な表情を見せる。 |                         |                                 |                                         |                    |
| 第11話 | ワノラル                | りょーちも                      | りょーちも                              | 澤良輔             |
| ナノミスハインは世界中に拡散する。真道と徭はザシュニナの野望を阻止するため、隔絶体に閉じ込めることを計画。しかし、真道がフレゴニクスを持っていないという問題があった。真道と徭は品輪と花森を隔絶空間に引き込む。さらに刑部鍍金に依頼し、品輪の設計でフレゴニクスを破る「アンタゴニクス」を発生させるベストとアームカバーを製作させる。真道は徭に「双方の望みを叶える」交渉をすると語る。カドは複製の真道を引き込んだ後、突如巨大化をはじめる。自分の野望を実行しようとするザシュニナの前に真道と徭が現れる。 |                         |                                 |                                         |                    |
| 第12話 | ユキカ（⊿Γ≡）           | 渡辺正樹                        | 渡辺正樹                                | -                  |
| 真道と対峙したザシュニナは、真道と自分の複製にはない特異点を見出したと語り、真道を異方に誘う。真道が断ると、ザシュニナは動揺し、真道を殺そうとする。真道のベストは効果がなく、ザシュニナは真道の命を奪い、体を異方に送ろうとする。そこへ年老いた花森の車があらわれセーラー服の少女が降りる。彼女は真道と徭の娘で、ナノミスハインで相対時間をずらした空間で16年間花森に育てられた「ユキカ」だった。ザシュニナより高次元の存在であるユキカはザシュニナの攻撃をはねかえし進歩の意味を語る。ザシュニナはしおりを見て自分が真道と同じ「途中」だと知る。ユキカはザシュニナを倒し粒子が上方へと舞う。巨大化したカドは少しずつ消えていった。1か月後、犬束総理の記者会見で、カドの消失に伴い、ワム、サンサ、ナノミスハインの効果が消えたことが発表される。犬束は「異方が存在する」という事実を知った、それなら今度は人類が自らの力でヤハクィザシュニナに会いに行こうと呼びかける。 |                         |                                 |                                         |                    |
| 12.5話 | KADO:Beyond Information | 上村泰、三宅和男 ヤマサキオサム | りょーちも、齋藤昭裕 田辺泰裕、原田征爾 | -                  |
| 総集編。 |                         |                                 |                                         |                    |

## 放送局
| 放送期間               | 放送時間                     | 放送局    | 対象地域   | 備考                        |
| ---------------------- | ---------------------------- | --------- | ---------- | --------------------------- |
| 2017年4月7日 - 6月30日 | 金曜 22:30 - 23:00           | TOKYO MX1 | 東京都     |                             |
| 2017年4月12日 - 7月5日 | 水曜 0:00 - 0:30（火曜深夜） | BSフジ    | 日本全域   | BS放送 / 『アニメギルド』枠 |
|                        | 水曜 3:00 ‐ 3:30（火曜深夜） | 毎日放送  | 近畿広域圏 | 『アニメ特区』第2部         |
| 2017年4月14日 - 7月7日 | 金曜 22:30 - 23:00           | AT-X      | 日本全域   | CS放送 / リピート放送あり   |

| 配信開始日    | 配信時間                                | 配信サイト                                                                                |
| ------------- | --------------------------------------- | ----------------------------------------------------------------------------------------- |
| 2017年4月6日  | 金曜 23:00 更新（第0話・第1話のみ木曜） | Amazonプライム・ビデオ                                                                    |
| 2017年4月11日 | 火曜 0:00 更新                          | GYAO!ストア                                                                               |
| 2017年4月13日 | 木曜 0:00 更新                          | ビデオマーケット                                                                          |
|               | 木曜 10:00 更新                         | DMM.com                                                                                   |
|               | 木曜 12:00 更新                         | ニコニコチャンネル [ 18 ] U-NEXT [ 19 ] バンダイチャンネル [ 20 ] 楽天ショウタイム [ 21 ] |
| 2017年4月14日 | 金曜 12:00 更新                         | Happy動画                                                                                 |

## BD / DVD
アニプレックスより発売。
| 巻 | 発売日        | 収録話           | 規格品番      | 規格品番      |
| 巻 | 発売日        | 収録話           | BD            | DVD           |
| -- | ------------- | ---------------- | ------------- | ------------- |
| 1  | 2017年7月26日 | 第0話 - 第6話    | ANZX-12331〜4 | ANZB-12331〜4 |
| 2  | 2017年9月27日 | 第6.5話 - 第12話 | ANZX-12335〜8 | ANZB-12335〜8 |

## 漫画
本放送開始に先駆けて、奥橋睦によるアニメのコミカライズが『月刊モーニングtwo』（講談社）にて2017年5号から2018年3号まで連載。
また、落合更起による公式スピンオフ作品『正解するカド 青い春とレールガン』が『WEBコミックぜにょん』（ノース・スターズ・ピクチャーズ）にて2017年5月6日から7月7日まで配信された。ワムを作ったことで生活が一変した高校生の姿が描かれる。

### 青い春とレールガンの登場人物
野崎 にちか（のざき にちか）
主人公。パソコン部所属の普通の高校生だったが、ワムを作ってしまう。
久邦知 ねな（くにち ねな）
パソコン部の先輩。カド出現までにちかとは会話をしたことがないほど無口だったが、カドに関する話題だと饒舌になる。ワムを使い自作でレールガンを作るが、その威力は山を破壊するほどのものになってしまう。
我妻（あがつま）
刑事。野崎にちか達がワムを使ったことをいち早く気付くが、実はワムを狙い連続殺人を起こしていたサイコパス。
服部（はっとり）
刑事。
工藤 優作（くどう ゆうさく）
沙羅花がワム被害の調査を依頼した私立探偵。

### 書誌情報
- 奥橋睦（漫画）・野﨑まど（アニメ脚本）・東映アニメーション（原作）『正解するカド』、講談社〈モーニングKC〉
  1. 2017年6月23日発売、ISBN 978-4-06-388739-6
  2. 2017年12月21日発売、ISBN 978-4-06-510739-3
  3. 2018年4月23日発売、ISBN 978-4-06-511350-9
- 落合更起（漫画）・野﨑まど（アニメ脚本）・東映アニメーション（原作）『正解するカド 青い春とレールガン』、ノース・スターズ・ピクチャーズ〈ゼノンコミックス〉、2017年7月20日発売、ISBN 978-4-19-980427-4

## 関連書籍
誤解するカド ファーストコンタクトSF傑作選
早川書房ハヤカワ文庫JA。筒井康隆、小川一水、野尻抱介、ジョン・クロウリー、シオドア・スタージョン、フィリップ・K・ディック、円城塔、飛浩隆、コニー・ウィリス、野﨑まどによる短編10作品を収録。選者は野﨑と大森望。2017年4月6日発売。ISBN 978-4-15-031272-5
正解するマド
スピンアウト小説。早川書房ハヤカワ文庫JA。著者乙野四方字。脚本野﨑まど。2017年7月6日発売。ISBN 978-4-15-031284-8
正解するカド 有坂あこキャラクターデザインワークス
一迅社。2017年7月26日発売。ISBN 978-4-7580-1568-4
カド -ゴ-
『正解するカド』のその後を描いたオリジナルショートノベル。著者野﨑まど。2022年6月20日、Febriに掲載された。